# Kurrama
Kurrama är ett utdöende australiskt språk som talades av mindre än tio personer år 2002. Kurrama talas i Väst-Australien. Kurrama tillhör de pama-nyunganska språken.